# Római Katolikus Teológiai Líceum (Marosvásárhely)
A marosvásárhelyi Római Katolikus Teológiai Líceum a város második legrégebbi oktatási központja. 1702-ben alapították a jezsuiták mint elemi iskolát, később nyolcosztályos katolikus fiúgimnáziumként működött. Új épületeit a 20. század elején adták át. 1948-ban az iskolát megszüntették, az államosított épületekbe pedig a magyar leánylíceum költözött. 1959-től vegyes líceum lett, 1962-től román osztályokat is létesítettek, és az iskola Unirea néven működött tovább. 2004-ben az épületeket visszaszolgáltatták az egyháznak, és 2015-ben az újjáalakult Római Katolikus Teológiai Líceum a volt bentlakás épületébe költözött. A főépületben továbbra is az Unirea működik.

## Története

### 18–19. század
Marosvásárhelyen már a 14. század elején is említenek katolikus iskolákat, azonban a reformáció után ezek megszűntek. A katolikus élet 1702-ben indult újra, és ugyanebben az évben a városba visszatelepedő jezsuiták elemi oktatást szerveztek a főtéri Boér-házban, melyet 1708-ban gimnáziumi (ún. grammatikai) osztályokkal egészítettek ki. 1712-ben Hevenesi Gábor tartományfőnök és több tehetős birtokos támogatásával saját épületet emeltek az iskolának, azonban ezt 1728-ban, a plébániatemplom építésekor lebontották. A koedukált intézmény ekkor a Lugosi-házba, majd 1732-ben a Lábas-házba költözött. 1783-ban a fiúk egy csoportját áthelyezték a ferences kolostorba, a lányokat pedig 1890-ben a Sancta Maria leányiskolába. A Lábas-házban maradt fiúiskola a szabadságharc után négyosztályos gimnáziummá alakult; 1869-ben hat-, 1898-ban nyolcosztályossá bővült. Az épületet többször kibővítették, de a 19. század végére így is kicsinek bizonyult a fejlődő iskola számára.

### 20. század
A Lábas-házban működő nyolcosztályos fiúgimnázium új otthonát, az impozáns Klastrom utcai (str. Mihai Viteazul) iskolaépületet 1903–1905 között, bentlakását 1908-ban építették. Majláth Gusztáv Károly minden évben meglátogatta. Az első világháború alatt az épületekben hadikórház és laktanya működött, ez idő alatt a tanítás a Református Kollégiumban folyt tovább. A román hatalomátvétel után a létesítmény nehéz anyagi helyzetbe került, mivel az új hatalom kisajátította az iskolafenntartó alapokat képező földbirtokokat, a marosvásárhelyi magyar közösség és az öregdiákok támogatásával azonban  egészen 1934-ig nyolcosztályos gimnáziumként működött.
1934-ben megszüntették a felsőbb évfolyamokat, és ide költöztették a kézdivásárhelyi tanítóképző osztályait. A második bécsi döntés után a tanítóképzőt áthelyezték Csíksomlyóra, az iskola pedig ismét nyolcosztályos gimnáziummá alakult, és felvette a II. Rákóczi Ferenc Római Katolikus Főgimnázium nevet.
A hatalomra kerülő kommunisták 1948-ban államosították az épületet, és a magyar tannyelvű leánylíceumnak ítélték. 1959-től koedukált intézmény lett lett, 1962-ben román osztályokat is létesítettek (a román Unirea leánylíceum ideköltöztetésével, amelynek az épületét az újonnan alakult pedagógiai főiskolának adták), és Unirea (Egyesülés) néven két tannyelvű líceumként, majd főgimnáziumként működött tovább.

### 21. század
A romániai rendszerváltás után a Gyulafehérvári főegyházmegye és a helyi plébánia kérelmezte az épületek visszaszolgáltatását, és ez 2004 szeptemberében meg is történt. A polgármesteri hivatal megtámadta a kormányhatározatot, arra hivatkozva, hogy az iskolát működtető Státus nem egyházi, hanem állami intézmény volt, de elvesztette a pert. Az egyház bérbe adta az ingatlanokat – ahol továbbra is az Unirea működött – a polgármesteri hivatalnak.
2013-ban megszületett a Római Katolikus Teológiai Líceum újjáalapításának ötlete, melyet a helyi tanács 2014 novemberében jóváhagyott, a 2014–2015-ös tanévben pedig már elindultak a megalapítandó iskola első katolikus teológiai osztályai a Bolyai Farkas Líceumban. 2015 augusztusában határozat született az iskola létrehozásáról, és ennek alapján megalakult a gimnázium. Az Unirea magyar osztályait a katolikus líceumba sorolták be, így az Unirea kétnyelvűből román tannyelvű intézménnyé alakult. A tanteremhiány többször váltott ki súrlódást az iskolák között, és a kialakult botrányt a média is felkapta.
Időközben a megyei prefektúra megtámadta a Római Katolikus Teológiai Líceum alapításáról szóló 2015-ös tanfelügyelőségi határozatot, mivel az nem tartalmazta a törvényileg előírt, konkrét döntést az alapításról, pusztán javasolta, illetve utalt rá. Az Országos Korrupcióellenes Ügyészség (DNA) is vizsgálódni kezdett az ügyben, eljárást indítva a főtanfelügyelő és az iskolaigazgató ellen. Az állítólagos törvénytelenségekre nem voltak bizonyítékok, azonban a román nacionalista szervezetek által indított perek sokasága eredményeként 2017 augusztusában a helyi táblabíróság feloszlatta az iskolát. Az osztályokat a Bolyai Farkas Líceumba sorolták be.
2018-ban megállapodás született a magyar és a román fél között, és egy augusztusi minisztériumi rendelet alapján újraalakulhatott az iskola. Román közösségek és szélsőséges csoportok azonban ismét megtámadták a határozatot, ennek eredményeként 2019 novemberében a marosvásárhelyi bíróság alapfokon érvénytelenítette azt, 2022 májusában pedig a bukaresti Legfelsőbb Bíróság jogerőre emelte a döntést, így újból bezárásra ítélte a tanintézményt. Az ítélet a magyar közösség felindultságát váltotta ki, Kelemen Hunor szerint „elfogadhatatlan az, amit a Legfelsőbb Bíróságon műveltek és úgy általában, amit művelnek ezzel az iskolával, hogy két-három évente újra és újra elő kell venni, mintha nem tudnának belenyugodni abba, hogy van egy katolikus magyar iskola Marosvásárhelyen.” Mivel az ugyanazon minisztériumi rendelet alapján létrehozott román ortodox teológiai líceum ellen nem indítottak eljárást (és perbe hívásukat is megtagadták), Novák Csaba-Zoltán szenátor szerint „Látható a rossz szándék és a kettős mérce […] nem az volt a szándéka a perbehívóknak, hogy egy lehetségesen téves vagy rosszul kivitelezett adminisztratív döntés hiányosságaira felhívják a figyelmet, hanem hogy megakadályozzák a vásárhelyi iskola létrejöttét.” Az RMPSZ szerint „helyrehozhatatlan hátrányos megkülönböztetés éri a magyar tanárokat, diákokat”, és a döntés „ellentmond az Európai Unió alapjogi chartája 14. cikkelye rendelkezéseinek, amely előírja az oktatási intézmények demokratikus elvek figyelembevételével történő alapításának szabadságát.”

## Leírása
Az épületegyüttes szecessziós stílusú, tervezője Kőrössy Albert Kálmán volt. Más források szerint viszont végül a szerényebb költségvetésű Pápai Sándor által készített tervek alapján Csiszár Lajos építész kivitelezte az intézményt.  Az „A” épület tanintézménynek, míg a kisebb, „B” épület eredetileg bentlakásnak épült; ez utóbbiba költözött vissza a Római Katolikus Teológiai Líceum.
A főhomlokzaton Nagy-Magyarország címere volt, amelyet két angyal tartott. Amikor a románok a második világháború után újra bevonultak a városba, először letakarták a címert, majd 1949-ben eltávolították.[forrás?] Fennebb, az oromzaton egy fülkében Szűz Mária szobra volt, melyet először letakartak, majd mint a bejárati díszítést, az akkori igazgatónő és a kommunista párt határozatára szétverték.

## Híres tanárai és diákjai
Az iskola tanárai voltak:
- Baer Ferenc vívómester
- Balás Antal plébános, tanár
- Balogh József jezsuita tanár
- Bors Márton alesperes
- Jablonkay István helytörténész, múzeumalapító
- Rettegi Géza pap, gimnáziumi igazgató
- Száva Farkas tanár, pomológus, Marosszék aljegyzője
- Tamási Zsolt történész

Az iskola diákjai voltak:
- Gáspár Loránd író, sebészprofesszor
- Gergely Géza rendező, művészeti író
- ifj. Gherasim Emil költő, író
- Iosif Hodoș történész, ügyvéd
- Iuliu Hossu görögkatolikus püspök
- Kacsó Sándor újságíró
- Kozma Géza zeneszerző
- Mikó László gazdasági szakíró
- Péter Mihály Heinrich orvos, mikrobiológus
- Alexandru Rusu görögkatolikus pap
- Várterész István gyógyszerész